# Петухи (Омутнинский район)
Петухи — опустевшая деревня в Омутнинском районе Кировской области. Входит в Вятское сельское поселение.

## География
Находится на правобережье Вятки на расстоянии примерно 11 километров по прямой на восток от районного центра города Омутнинск.

## История
Образовалась в 1793 году как починок Петуховский. В 1834 году учтено 32 жителя. В 1891 году было дворов 12, жителей 74, в 1926 году 18 и 108 соответственно. В период коллективизации был основан колхоз им.Ворошилова, позже работали колхозы «Металлист», им. Сталина, им.Ленина и «Звезда», а также откормсовхоз «Омутнинский». Не существует с 1990-х годов. Останавливаются охотники и рыбаки.

## Население
Постоянное население  составляло 0 человек в 2002 году, 1 в 2010.